# 세드리크 얌베레
세드리크 얌베레(프랑스어: Cédric Yambéré, 1990년 11월 6일 ~ )는 샹피오나 나시오날 2 클럽 보르도에서
센터백으로 활약하고 있는 중앙아프리카 공화국의 프로 축구 선수이다. 프랑스에서 태어난 그는 중앙아프리카 공화국 국가대표팀에서 뛰고 있다.

## 구단 경력

### 보르도
얌베레는 2013년 1월, US 로르몽에서 지롱댕 드 보르도로 이적했다. 2014년 10월 25일, 파리 생제르맹과의 경기에서 리그 1 데뷔 전을 치렀고, 원정 경기는 3-0으로 패했다.

#### 안지 마하치칼라로의 임대
2016년 7월 13일, 그는 2016-17년 시즌 러시아 클럽 안지 마하치칼라에 임대로 합류했다.

#### APOEL로의 임대
2017년 1월 24일, 그는 2016-17년 시즌이 끝날 때까지 키프로스 1부 리그 챔피언인 APOEL로 임대 이적했다. 2017년 2월 11일, 그는 리그 1-0으로 승리한 카르미오티사와의 원정 경기에서 90분 내내 경기를 치르며 공식 데뷔 전을 치렀다. 2017년 4월 23일, 그는 아노르토시스 파마구스타와의 홈 경기에서 후반 동점골을 넣으며 첫 공식 골을 넣었다.

### 디종
2017년 6월 30일, 얌베레는 보르도를 완전히 떠나 리그 1 클럽 디종과 약 50만 유로의 이적료에 2년 계약을 체결했다.

### 알이티파크
2019년 6월 29일, 얌베레는 사우디 프로페셔널리그 클럽 알이티파크와 3년 계약을 체결했다.

## 국가대표팀 경력
얌베레는 2016년 8월 13일, 중앙아프리카공화국 국가대표팀에 처음으로 소집되었다. 그는 2017년 3월 27일, 케니트라 시립 스타디움에서 열린 감비아와의 친선 경기에서 2-1로 패한 경기에서 데뷔 전을 치렀다.